# Justin Spring
Justin Spring (Houston, 11 de março de 1984) é um ex-ginasta norte-americano que competiu em provas de ginástica artística.
Justin fez parte da equipe olímpica norte-americana que disputou os Jogos Olímpicos de Pequim, em 2008. Neles, ao lado de Alexander Artemev, Raj Bhavsar, Jonathan Horton, Joe Hagerty e Kai Wen Tan, fora medalhista de bronze na prova coletiva, superado pela equipe japonesa e chinesa, prata e ouro, respectivamente.